# Петрушевський Ілля Павлович
Ілля Павлович Петрушевський (нар. 10 (22) червня 1898, Київ, Російська імперія — пом. 18 березня 1977 , Ленінград, Російська РФСР, СРСР) — радянський історик сходознавець, заслужений діяч науки Азербайджанської РСР. Доктор історичних наук, професор.

## Біографія
У 1926 році Ілля Петрушевський закінчив історико-філологічні факультети Харківського та Бакинського університетів. У 1926—1931 роках працював у Баку. У 1931 році під керівництвом Пантелеймона Жузе та Юрія Марра вивчав арабську та перську мови в Інституті кавказознавства АН СРСР у Тбілісі. У 1933 — 1936 роках викладав в Тбіліському університеті. Кандидат історичних наук (1935, без захисту). У 1936—1941 роках працював у Ленінградському відділенні Інституту історії АН СРСР, викладав в обласному педагогічному інституті.
Доктор історичних наук (1941), докторська дисертація — «Нариси з історії феодальних відносин в Азербайджані та Вірменії в XVI — початку XIX століття». Під час німецько-радянської війни викладав у Баку та в Ташкенті. У 1945 — 1947 роках працював у Ленінградському відділенні Інституту сходознавства АН СРСР. З 1947 — професор Ленінградського університету. У 1950–1954 і 1961 — 1977 роках працював завідувачем кафедрою історії країн Близького Сходу Східного факультету. У 1956 — 1959 роках керував Групою іраністів Ленінградського відділення ІВАН СРСР (з листопада 1957 перейменована на Іранський кабінет).
Основні сфери наукових інтересів — історія землеробства та феодальних відносин на Близькому та Середньому Сході, історія народних рухів у середньовічному Ірані, взаємини кочового та осілого населення, історія ісламу. Праці Іллі Петрушевського затребувані у світовій орієнталістиці, деякі з них перекладені перською та англійською мовами. Загалом опубліковано понад 90 робіт.
Помер у 1977 році. Похований на Серафимівському цвинтарі Санкт-Петербурга.

## Праці
- Из героической борьбы Азербайджанского народа в XIII—XVI веках — Издательство Азербайджанского филиала Академии наук СССР, Баку, 1941 год.
- Джаро-Белаканские вольные общества в первой трети XIX столетия. Внутренний строй и борьба с российским колониальным наступлением. — Тифлис, 1934.
- Очерки по истории феодальных отношений в XVI — нач. XIX вв. — Л., 1949.
- Землевладение и аграрные отношения в Иране XIII-XIV веков / Отв. редактор академик И. А. Орбели. — М.-Л. : Издательство АН СССР, 1960. — 492 с.
- Ислам в Иране в VII—XV веках (курс лекций) / Отв. редактор В. И. Беляев. — Л. : Издательство Ленинградского университета, 1966. — 400 с.

### У співавторстві
- История Ирана с древнейших времен до конца XVIII века. — Л. : Издательство Ленинградского университета, 1958. — 390 с.
- The Socio-Economic Condition of Iran under the Īl-ḵẖāns // The Cambridge history of Iran. — Cambridge : Cambridge University Press, 1968. — Т. 5: The Saljuq and Mongol Periods. — ISBN 521 06936 X.

### Статті
- Бешкениды-Пиштегиниды, грузинские мелики Ахара в XII — начале XIII в. // Материалы по истории Грузии и Кавказа. — Тбилиси, 1937. — Вип. 7 (25 березня).
- Хамдаллах Казвини как источник по социально-экономической истории восточного Закавказья // Известия АН СССР. — 1937. — 25 березня.
- Восстания ремесленников и городской бедноты в Тебризе в 1571—1573 гг // Известия Аз ФАН. — 1942. — № 3 (25 березня).
- Новый персидский источник по истории монгольского нашествия // Вопросы истории. — 1946. — № 11-12 (25 березня).
- К вопросу о прикреплении крестьян к земле в Иране в эпоху монгольского владычества // Вопросы истории. — 1947. — № 4 (25 березня).
- Городская знать в государстве Хулагуидов // Советское востоковедение. — М.—Л., 1948. — № V (25 березня).
- К истории института сойургала // Советское востоковедение. — 1949. — № VI (25 березня).
- К вопросу о подлинности переписки Рашид-ад-дина // Вестник ЛГУ. — 1948. — № 9 (25 березня). — С. 124—130.
- Феодальное хозяйство Рашид ад-дина // Вопросы истории. — 1951. — № 4 (25 березня). — С. 87—104.
- Рашид-ад-дин и его исторический труд // Сборник летописей. — М.-Л. : Издательство Ан СССР, 1952. — Т. 1, кн. 1 (25 березня). — С. 7-37.
- Труд Сейфи как источник по истории восточного Хорасана // Труды Южно-туркменистанской археологической комплексной экспедиции. — Ашхабад, 1955. — Т. V (25 березня).
- Движение сербедаров в Хорасане // Учёные записки института востоковедения АН СССР. — 1956. — Т. XIV: История и экономика стран Ближнего и Среднего Востока (25 березня). — С. 91—162.
- Состояние сельского хозяйства в Иране в XIII — первой половине XIV в // Учёные записки ЛГУ. — 1956. — Вип. 6. — № 195 (25 березня).
- Полевые и огородные культуры в Иране в XIII–XV веках: (Из истории земледелия в Иране) // Византийский временник. — 1956. — № 9 (25 березня). — С. 128—153. Архівовано з джерела 15 квітня 2011.
- Виноградарство и виноделие в Иране в XIII–XV вв.: (Из истории земледелия в Иране) // Византийский временник. — 1956. — № 11 (25 березня). — С. 163—176. Архівовано з джерела 8 квітня 2011.
- Феодальные институты идрар и мукасамэ в Иране в XIII—XIV вв. // Памяти академика И. Ю. Крачковского : сборник статей. — Л. : Издательство ЛГУ, 1958. — 25 березня. — С. 202—205.
- К истории сельского поселения и сельской общины в Иране в XIII—XV вв. // Учёные записки Института востоковедения АН СССР. — 1958. — Т. 16 (25 березня).
- Применение рабского труда в Иране и сопредельных странах в позднее средневековье (к проблеме рабовладельческого уклада в феодальных обществах Передней и Средней Азии) // XXV междунар. конгресс востоковедов. Доклады делегации СССР. — М., 1960. — 25 березня.
- Деревня и крестьяне средневекового Ближнего Востока в трудах ленинградских востоковедов // Учёные записки Института востоковедения АН СССР. — 1960. — Т. 25 (25 березня). — С. 204—217.
- Вазир Шараф ал-Мулк // Ближний и Средний Восток. — М., 1962. — Т. 16 (25 березня). — С. 34—38.
- К истории маздакитов в эпоху господства ислама // Народы Азии и Африки. — 1970. — № 5 (25 березня).
- К истории рабства в халифате VII—Х вв. // Народы Азии и Африки. — 1971. — № 3 (25 березня).
- Поход монгольских войск в Среднюю Азию в 1219—1224 гг. и его последствия // Татаро-монголы в Азии и Европе : сборник статей. — М. : Наука, 1977. — 25 березня. — С. 107—139.
- Иран и Азербайджан под властью Хулагуидов (1256–1353 гг.) // Татаро-монголы в Азии и Европе : сборник статей. — М. : Наука, 1977. — 25 березня. — С. 228—259.
- Шиизм / Петрушевський І. П. // Чаган — Екс-ле-Бен. — М. : Радянська енциклопедія, 1978. — (Велика радянська енциклопедія: [30 т.] /Гл. ред. А. М. Прохоров ; 1969—1978, т. 29).
- Держави Азербайджану у XV ст. / Збірник статей з історії Азербайджану. Баку: АН Азербайджанської РСР, 1949, вип. 1, С.153-214.

### Редактор
- Колониальная политика российского царизма в Азербайджане в 20—60-х гг. XIX в.: В 2 ч / Автор вступительной статьи и редактор. — М.-Л., 1936.
- Бартольд В. В. Сочинения / Подготовка к изданию. — М. : Издательство восточной литературы, 1963. — Т. I: Туркестан в эпоху монгольского нашествия.
- Бартольд В. В. Сочинения / Ответственный редактор. — М. : Наука, ГРВЛ, 1971. — Т. VII: Работы по исторической географии и истории Ирана.
- Босворт К. Э. Мусульманские династии. Справочник по хронологии и генеалогии = The Islamic Dynasties. A Cronological and Genealogical Handbook / Ответственный редактор. — М. : Наука, ГРВЛ, 1971.